# Метросидерос зонтичный
Метросидерос зонтичный (лат. Metrosideros umbellata; маорийское название — рата (маори rātā) — вид рода Метросидерос (Metrosideros) семейства Миртовые (Myrtaceae). Эндемик Новой Зеландии.

## Распространение
Широко распространён на территории всей Новой Зеландии, встречаясь на островах Северный и Южный, а также на острове Стьюарт и островах Окленд. Произрастает в низменных и горных лесах. Иногда встречается в субальпийских лесах.

## Биологическое описание

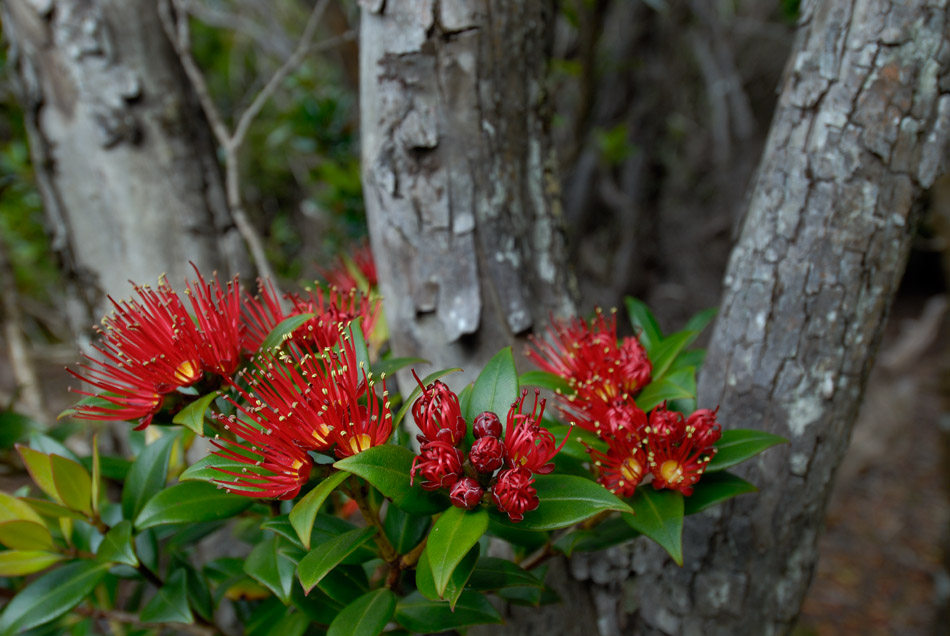
Соцветие

Метросидерос зонтичный — дерево высотой 15 м и более. Диаметр ствола — около 1 м. Древесина плотная и прочная. Кора слоистая, служит опорой для эпифитных растений.
Побеги полуцилиндрические. Листья на черешках длиной около 5 мм. Длина листа — 25-60 мм, ширина — 15-20 мм.
Цветки ярко-красные (иногда встречаются белые или жёлтые). Тычинки бледно-красные, длиной около 2 см. Пестики бледно-красные, длиной около 5 мм. Цветение, как правило, продолжается с декабря по февраль.

## Использование
Представители коренного новозеландского народа маори использовали древесину этого дерева при изготовлении оружия, вёсел, музыкальных инструментов. С появлением на островах первых европейцев прочная древесина метросидероса зонтичного также нашла широкое применение (при строительстве мостов, кораблей). Настой из луба, содержащий эллаговая кислота, использовался при диарее. Наружная кора также использовалась в медицинских целях. Цветки растения содержат галловую кислоту, поэтому нектар метросидероса зонтичного применялся и при болях в горле.